# انزو ايكانجاكي
انزو ايكانجاكي (بالفرنسية: Nzo Ekangaki)‏ (22 مارس 1934 - 3 يونيو 2005) سياسي كاميروني شغل منصب الأمين العام لمنظمة الوحدة الأفريقية بين عامي 1972-1974.

## وفاته
توفي ايكانجاكي في ياوندي يوم 3 يونيو 2005، ودفن في نغوتي في 25 يونيو 2005.